# Christoph von Haugwitz
Christoph von Haugwitz († 1597) war ein sächsischer Amtshauptmann und Rittergutsbesitzer.

## Leben
Er stammte aus dem Adelsgeschlecht von Haugwitz und erwarb die Rittergüter Putzkau und Tauschwitz (Arzberg).
1565 war er Amtshauptmann des sächsischen Amtes Torgau.